# 鈴木実沙紀
鈴木 実沙紀（すずき みさき、1992年4月9日 - ）は、日本の元女子ラグビーユニオン選手。

## プロフィール
- 神奈川県出身。
- 身長 163cm、体重 63kg
- ポジションはフランカー（FL）、フッカー(HO)。
- 女子日本代表キャップ数は31(2022年11月現在)。

## 来歴
中学1年生からラグビーを本格的に始めた。
2010年、アジア大会の7人制女子日本代表に選ばれた。
2011年、市立船橋高校卒業後、関東学院大学に入る。
2012年、15人制女子日本代表の主将に就任した。
2013年、ラグビーワールドカップセブンズ2013の7人制女子日本代表に選出された。
2015年、関東学院大学卒業後、NTTファシリティーズに入社。
2017年、女子ラグビーワールドカップ2017の15人制女子日本代表に選ばれた。
2022年、ラグビーワールドカップ2021の女子日本代表に選ばれた。
2025年5月、現役引退。